# Portville (hrabstwo Cattaraugus)
Portville – wieś w Stanach Zjednoczonych, w stanie Nowy Jork, w hrabstwie Cattaraugus.